# Космічне землезнавство
Космі́чне землезна́вство — сукупність інструментальних та візуальних досліджень Землі із космосу за допомогою аерокосмічних методів і візуального спостереження. Головна мета космічного землезнавства — пізнання закономірностей космічної оболонки, вивчення природних ресурсів для їх раціонального використання, охорона довкілля, забезпечення прогнозів погоди та інших природних явищ. Розвивається з початку 60-х років XX сторіччя після запуску перших радянських та американських штучних супутників Землі й космічних кораблів.